# Switha
Switha es una pequeña isla localizada en el grupo de las Órcadas, en Escocia. La isla se encuentra ubicada al sur de la isla de Flotta, y se emplea para el pasto de ovejas. Ningún registro escrito informa de que Switha haya sido alguna vez poblada; no obstante, algunas construcciones megalíticas y un cairn muestran que la isla fue al menos visitada durante el Neolítico.
La isla cuenta con numerosas madrigueras de barnacla cariblanca (Branta leucopsis), y alberga una importante colonia de hidrobátidos.
- Datos: Q981284
- Multimedia: Switha / Q981284